# Quo vadis Живораде
Quo vadis Живораде је југословенски филм из 1968. године. Режирао га је Мило Ђукановић, а сценарио је написао Бранимир Тори Јанковић. Филм је снимљен у црно-белој техници.

## Радња
Дебела добричина Живорад би до краја живота мирно и задовољно живео на периферији и маштао о сликарском моделу Дени, да једног дана није погурао кола свог ујака који је важна и утицајна личност.
Уз ујаков благослов, предузимљиви и амбициозни Живорад почиње свој нови животни пут, заузимајући важна места полицијског инспектора, директора истраживачког института, човека који уздиже пољопривреду земље, пословног човека и постижући свуда неуспехе.
Пошто је успео да „среди“ полицију, науку и привреду, његови прохтеви поткрепљени утицајем његове сада већ супруге Дени, постају све незајажљивији, а поступци све апсурднији.
И његова жеља да се на крају крунише, најбоље говори о његовој потпуној срећи и потпуној лудости.

## Улоге
| Глумац                 | Улога                     |
| ---------------------- | ------------------------- |
| Радмило Ћурчић „Ћуре“  | Живорад                   |
| Сузана Нојбауеров      | Дени                      |
| Мартин Хуба            |                           |
| Слободан Алигрудић     | Генерал                   |
| Владимир Поповић       |                           |
| Северин Бијелић        | Јеврем                    |
| Васја Станковић        | Живорадов ујак            |
| Руди Алвађ             |                           |
| Фицко Калман           |                           |
| Дана Курбалија         | Живорадова мајка          |
| Леонина Павловић       |                           |
| Инес Фанчовић          |                           |
| Зорица Гајдаш          |                           |
| Мија Алексић           | Шкотланђанин              |
| Рејхан Демирџић        | Кројач                    |
| Хајрудин Хаџикарић     |                           |
| Пјер Мајхровски        |                           |
| Драган Балковић        |                           |
| Лука Делић             |                           |
| Бранко Рабат           |                           |
| Катарина Дорић         |                           |
| Миодраг Брезо          | Младић из Бејрута         |
| Михајло Мрваљевић      | Ловац на кадрове          |
| Звонко Зрнчић          |                           |
| Милан Лекић            |                           |
| Ранко Гучевац          | Милиционер                |
| Јасна Диклић           | Девојка у затвору         |
| Миленко Ђедовић        |                           |
| Хранислав Рашић        |                           |
| Зинаид Мемишевић       |                           |
| Александар Војтов      |                           |
| Божидар „Божо“ Буњевац | Агент у потрази за дрогом |

## Филмска екипа
Директор фотографије - Едуард Богданић,

Сценограф - Влатко Гилић,

Композитор - Томислав Томица Симовић,

Костимограф - Јован Ћурчић,

Тон сниматељ - Љубо Петек,

Монтажа - Ковиљка Бачвић,

Директор филма - Божо Радић.